# Kaheem Parris
Kaheem Anthony Parris (Kingston, Jamaica, 6 de enero de 2000) es un futbolista jamaicano. Juega de extremo y su equipo es el Sabah F. K. de la Liga Premier de Azerbaiyán.

## Trayectoria
Comenzó su carrera en 2017 en el Cavalier SC. Entre 2019 y 2021 jugó a préstamo en Eslovenia, primero en el N. K. Domžale y luego por el N. K. Krka; en este último fue el goleador de la Segunda Liga de Eslovenia 2020-21.
En julio de 2021 firmó por dos años con el F. C. Koper de la Primera Liga de Eslovenia.
El 2 de septiembre de 2022 fichó por el F. C. Dinamo de Kiev de la Liga Premier de Ucrania. Un año después fue prestado al Sabah F. K. azerí.

## Selección nacional
En categorías inferiores disputó, entre otros, el Campeonato Sub-20 de la Concacaf de 2018 y los Juegos Panamericanos de 2019.
Debutó con la selección de Jamaica el 25 de agosto de 2017 ante Trinidad y Tobago.

### Participaciones en Copa Oro de la Concacaf
| Copa                            | Sede                    | Resultado  |
| ------------------------------- | ----------------------- | ---------- |
| Copa de Oro de la Concacaf 2023 | Estados Unidos · Canadá | En disputa |

## Estadísticas
Actualizado al último partido disputado el 31 de mayo de 2025.
| Club                           | Div.          | Temporada     | Liga  | Liga  | Copas nacionales | Copas nacionales | Copas internacionales | Copas internacionales | Total | Total |
| Club                           | Div.          | Temporada     | Part. | Goles | Part.            | Goles            | Part.                 | Goles                 | Part. | Goles |
| ------------------------------ | ------------- | ------------- | ----- | ----- | ---------------- | ---------------- | --------------------- | --------------------- | ----- | ----- |
| Cavalier S. C. Jamaica         | 1.ª           | 2017-18       | 19    | 5     | —                | —                | —                     | —                     | 19    | 5     |
| Cavalier S. C. Jamaica         | 1.ª           | 2018-19       | 20    | 3     | —                | —                | —                     | —                     | 20    | 3     |
| Cavalier S. C. Jamaica         | Total club    | Total club    | 39    | 8     | 0                | 0                | 0                     | 0                     | 39    | 8     |
| N. K. Domžale Eslovenia        | 1.ª           | 2019-20       | 1     | 0     | —                | —                | —                     | —                     | 1     | 0     |
| N. K. Domžale Eslovenia        | Total club    | Total club    | 1     | 0     | 0                | 0                | 0                     | 0                     | 1     | 0     |
| N. K. Krka Eslovenia           | 2.ª           | 2019-20       | 1     | 1     | —                | —                | —                     | —                     | 1     | 1     |
| N. K. Krka Eslovenia           | 2.ª           | 2020-21       | 21    | 17    | —                | —                | —                     | —                     | 21    | 17    |
| N. K. Krka Eslovenia           | Total club    | Total club    | 22    | 18    | 0                | 0                | 0                     | 0                     | 22    | 18    |
| F. C. Koper Eslovenia          | 1.ª           | 2021-22       | 34    | 10    | 4                | 2                | —                     | —                     | 38    | 12    |
| F. C. Koper Eslovenia          | 1.ª           | 2022-23       | 7     | 1     | —                | —                | 2                     | 0                     | 9     | 1     |
| F. C. Koper Eslovenia          | Total club    | Total club    | 41    | 11    | 4                | 2                | 2                     | 0                     | 47    | 13    |
| F. C. Dinamo de Kiev · Ucrania | 1.ª           | 2022-23       | 13    | 0     | —                | —                | 1                     | 0                     | 14    | 0     |
| F. C. Dinamo de Kiev · Ucrania | 1.ª           | 2023-24       | 0     | 0     | —                | —                | 1                     | 0                     | 1     | 0     |
| F. C. Dinamo de Kiev · Ucrania | Total club    | Total club    | 13    | 0     | 0                | 0                | 2                     | 0                     | 15    | 0     |
| Sabah F. K. Azerbaiyán         | 1.ª           | 2023-24       | 29    | 4     | 2                | 0                | —                     | —                     | 31    | 4     |
| Sabah F. K. Azerbaiyán         | 1.ª           | 2024-25       | 21    | 1     | 5                | 1                | 4                     | 1                     | 30    | 3     |
| Sabah F. K. Azerbaiyán         | Total club    | Total club    | 50    | 5     | 7                | 1                | 4                     | 1                     | 61    | 7     |
| Total carrera                  | Total carrera | Total carrera | 164   | 41    | 11               | 3                | 8                     | 1                     | 183   | 45    |

## Palmarés

### Títulos nacionales
| Título             | Club        | País       | Año     |
| ------------------ | ----------- | ---------- | ------- |
| Copa de Eslovenia  | F. C. Koper | Eslovenia  | 2021-22 |
| Copa de Azerbaiyán | Sabah F. K. | Azerbaiyán | 2024-25 |